# ジョルディ・サバテス
ジョルディ・サバテス（Jordi Sabatés、1948年10月23日 - 2022年1月10日）は、スペインのピアニスト、作曲家、編曲家。

## 略歴
若い頃は、フォークロック・バンド「Pic-Nic」のメンバーを務めた。後にプログレッシブ・ロック・バンド「Om」に参加。また、『Bola de Nieve』（2003 年）などのドキュメンタリーを中心としたいくつかの映画音楽も作曲した。1971年に彼はグループ「Jarka」を結成し、1973年になるとトティ・ソレールと活動を始めた。1990年代後半、マリア・デル・マール・ボネットら、その他の著名なスペイン人アーティストたちとツアーを行った。2022年1月10日、73歳で死去。